# Mulgravea vittata
Mulgravea vittata är en tvåvingeart som beskrevs av Toyohi Okada 1988. Mulgravea vittata ingår i släktet Mulgravea och familjen daggflugor.
Artens utbredningsområde är Sri Lanka. Inga underarter finns listade i Catalogue of Life.